# Erez Katz
Erez Katz (in ebraico ארז כץ‎?; Gerusalemme, 9 aprile 1980) è un ex cestista israeliano, ritiratosi nel 2012.

## Carriera
Con Israele ha disputato i Campionati europei del 2003.

## Palmarès
- ULEB Cup: 1

Hapoel Gerusalemme: 2003-04